# Machniuny
Machniuny (lit. Makniūnai) − wieś na Litwie, zamieszkana przez 26 ludzi, w gminie rejonowej Soleczniki, 5 km na południowy wschód od Sałek Wielkich.